# بكيان (تعز)
بكيان هي إحدى قرى الجمهورية اليمنية. تتبع جغرافيا لمحافظة تعز وإداريًا لمديرية سامع. يبلغ تعداد سكانها 2931 نسمة حسب الإحصاء الذي أجري عام 2004.